# Campo de Batalha
Campo de Batalha é o terceiro álbum de estúdio do cantor brasileiro de reggae, Edson Gomes, lançado em 1992. O álbum foi um dos maiores sucessos da carreira do cantor.

## Faixas
1. "Criminalidade" – 3:45
2. "Árvore" – 3:23
3. "Campo de Batalha" – 3:26
4. "Somos Nós" – 3:44
5. "Ovelha" – 3:28
6. "Dance Reggae" – 3:54
7. "Traumas" – 3:54
8. "Perigo" – 3:20
9. "Reviravolta" – 3:54
10. "Revelação" – 3:59

## Créditos
- Baixo: Nengo Vieira
- Metais: Fred Dantas, Joatan, Roninho
- Backing Vocals: América Branco, Sueli Sodré, Virgínia
- Bateria: João Teoria
- Guitarra: Perinho Santana
- Teclados: João Bosco
- Percussão: Marco Swing
- Produtor: Perinho Santana
- Gravado e Mixado por: Marcelão, Perinho Santana
- Gravado e Mixado no Estúdio WR, Salvador, Bahia, de Outubro a Novembro de 1991.[carece de fontes?]

## Lançamento
O álbum foi lançado em 1992 pela gravadora EMI.